# لويس باول (كاتب)
لويس باول (بالإنجليزية: Louis Paul)‏‏ (1902 - 13 فبراير 1970 ) روائي من الولايات المتحدة.

## روابط خارجية
- لويس باول على موقع قاعدة بيانات برودواي على الإنترنت (الإنجليزية)